# José Antonio Aguilar Bodegas
José Antonio Aguilar Bodegas (Tapachula, Chiapas, 28 de diciembre de 1949). Es un político mexicano exmiembro del Partido Revolucionario Institucional; excandidato de la Alianza por Chiapas PRI-PVEM a la gobernatura de Chiapas 2006-2012.

## Biografía
Es licenciado en Relaciones Industriales, egresado de la Universidad del Valle de México y tiene una maestría en Administración Pública en la misma universidad.
Fue presidente municipal de Tapachula, diputado federal en la LVII Legislatura, Diputado en el Congreso de Chiapas y senador de la República por su estado durante la LIX Legislatura (2000-2006).
El 6 de abril de 2006, Aguilar Bodegas fue postulado como candidato de su partido a la Gubernatura de Chiapas en las Elecciones de 2006. De acuerdo con las cifras oficiales de los comicios, efectuados el 20 de agosto, el candidato de la coalición PRD-PT-Convergencia, Juan José Sabines Guerrero, obtuvo 553 mil 270 votos, mientras el abanderado de la Alianza por Chiapas, José Antonio Aguilar Bodegas, logró 546 mil 988. La diferencia entre ambos contendientes fue de apenas 6 mil 282 votos, lo que representa una ventaja de tan solo 0.57 por ciento de la votación. 
Hasta el mes de octubre del año 2017 se [https://www.publimetro.com.mx/mx/noticias/2017/10/16/aguilar-bodegas-renuncia-buscar-gubernatura-chiapas.html desempeñó como Secretario del Campo del Gobierno del Estado de Chiapas
Fue candidato para la gubernatura del estado de Chiapas para el período 2018-2024 por el Partido Acción Nacional y el Partido de la Revolución Democrática.

## Sitios relacionados
- Sitio Oficial de José Antonio Aguilar Bodegas

- Datos: Q9013542